# Норри (транспорт)

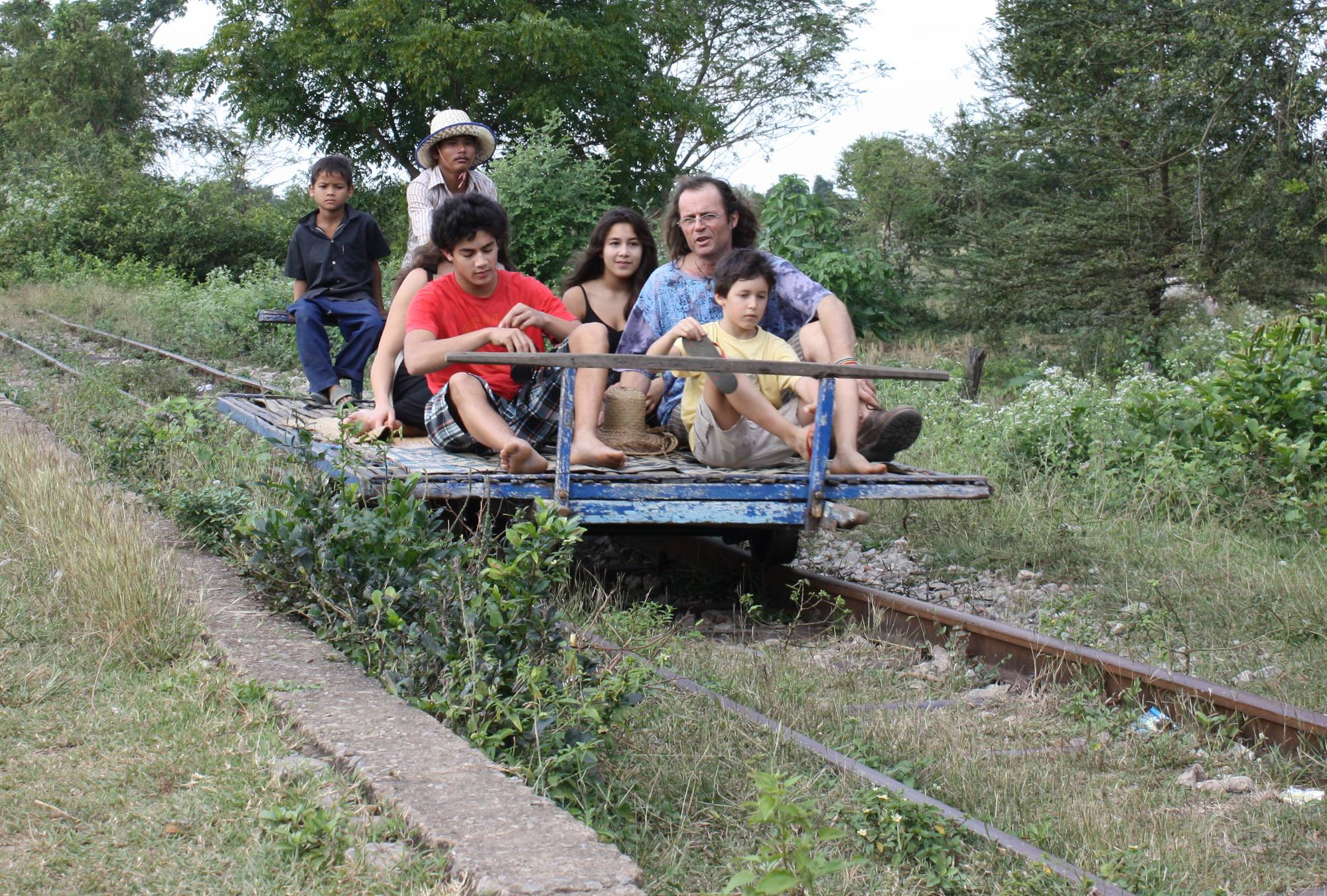
Норри популярен среди туристов

Норри или камбоджийский бамбуковый поезд (англ. lorry — грузовик) — транспортное средство в Камбодже. Представляет собой железнодорожную колею метровой ширины, по которой движутся вагонетки. Приводится в движение мотоциклетным или тракторным двигателем. Средняя скорость движения достигает 50 км/ч.

## История

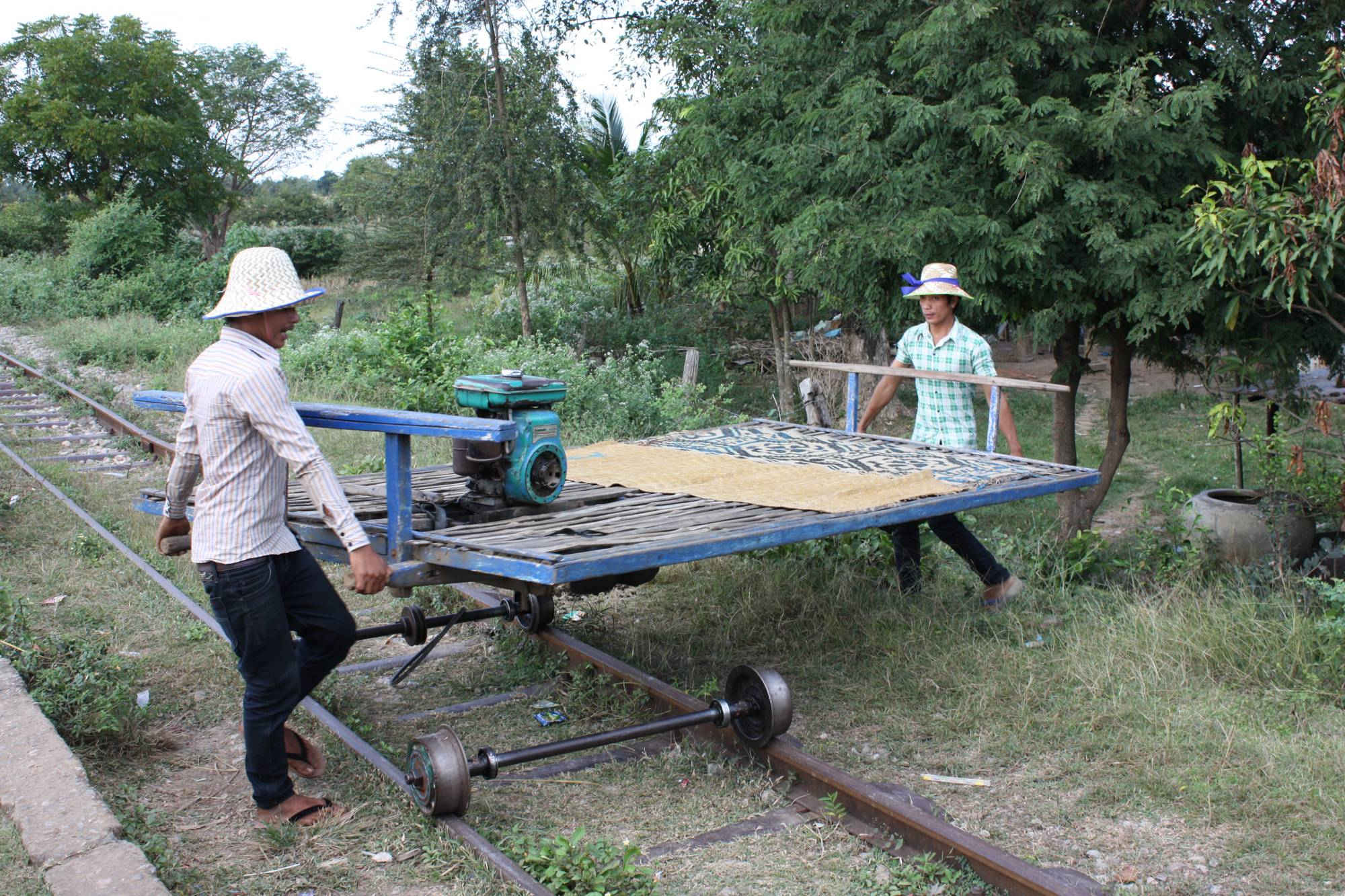
Переноска норри.

Французское колониальное правительство построило узкоколейную железную дорогу до Второй мировой войны. Оставшиеся пути после ухода колонизаторов были большей частью разобраны или заброшены и они сохранились лишь близ городов Баттамбанг и Пойпет.
Норри — бамбуковый настил, установленный на оси от старых вагонеток. Его собирают за 3-4 дня. Первоначально для приведения вагонеток в движение использовались лодочные шесты, впоследствии для этой цели начали использовать старые двигатели от мотоциклов и тракторов.
Если два норри встречаются, то более лёгкую тележку просто переносят на другую сторону. Для облегчения переноски вагонетки снабжены ручками. До 2016 года тележки не имели тормозов: торможение осуществлялось двигателем или, если скорость была низкой, ногами пассажиров. Но затем было принято постановление об обязательном оснащении норри тормозами.
В годы гражданской войны в Камбодже перед поездом цепляли несколько пустых тележек. Они были предназначены обеспечить безопасность движения путём провоцирования подрыва мин.
После начала экономического оживления в стране в середине 2000-х годов популярность норри стала падать и линии постепенно приходили в упадок. Учитывая популярность норри среди туристов и местного населения энтузиасты восстановили узкоколейку близ археологической зоны Ват Банон.